# William Onslow, 4. Earl of Onslow

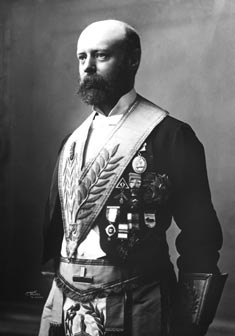
William Hillier Onslow, 4. Earl of Onslow

William Hillier Onslow, 4. Earl of Onslow, GCMG (* 7. März 1853 in Old Alresford, Hampshire; † 23. Oktober 1911 in Hendon, Middlesex), war ein britischer Politiker und von 1889 bis 1892 Gouverneur von Neuseeland.

## Leben
William Hillier Onslow war einziger Sohn von George Augustus Cranley Onslow und seiner Frau Mary Harriet Anne Loftus. Er besuchte das Eton College und später kurzzeitig das Exeter College der University of Oxford. Mit dem Tod seines Großonkels Arthur Onslow, 3. Earl of Onslow im Oktober 1870, erbte er den Titel eines Earl of Onslow und den Familiensitz Clandon Park in der Grafschaft Surrey. Am 3. Februar 1875 heiratete er Florence Coulston Gardner, älteste Tochter von Alan Legge Gardner, 3. Baron Gardner. Sie hatten zwei Töchter und zwei Söhne. Onslow folgte der Familientradition, in dem er Politiker und Staatssekretär im parlamentarischen System wurde. Auf Grund seines schlechten Gesundheitszustandes ging Onslow 1911 mit nur 58 Jahren in den Ruhestand und verstarb noch im selben Jahr am 23. Oktober.

## Politische Laufbahn
William Onslow begann seine politische Laufbahn 1875 als High Steward of Guildford, war Lord-in-Waiting für die britischen Konservativen in den Jahren 1880 und 1886–87, wurde von 1887 bis 1888 zum Under Secretary of State for the Colonies (Staatssekretär für die Kolonien) berufen, eine Position, die er später noch einmal zwischen 1900 und 1903 übernehmen sollte. 1888 wurde er Parliamentary Secretary to the Board of Trade (Parlamentarischer Staatssekretär für Handel) und folgte nur ein Jahr später der Berufung zum Gouverneur von Neuseeland.

### Gouverneur von Neuseeland
Es war wohl mehr das Geld, welches Onslow reizte, ein Gouverneursamt zu bekleiden. Mit seinen 5.260 ha Landbesitz und rund 11.000 £ Einkommen pro Jahr verdiente er offensichtlich nicht genug. Queensland war im Gespräch, aber am 24. November 1888 wurde öffentlich bekannt gegeben, dass er William Jervois als Gouverneur in Neuseeland ablösen würde.
Onslow war der erste Gouverneur in Neuseeland seit Robert FitzRoy (Amtszeit: 1843–1845), der keinerlei Erfahrung für dieses Amt mitbrachte, und er war mit seinen 35 Jahren zudem der jüngste Gouverneur seit George Edward Grey (1. Amtszeit: 1846–1853). Am 2. Mai 1889 trat er sein Amt in Wellington an, mied aber die Hauptstadt einige Monate später nach einem Ausbruch an Typhus. Seine Abwesenheit trug man ihm nach. Vergessen war dies zum 50. Jahrestag der Unterzeichnung des Vertrag von Waitangi. In diesem Jubiläumsjahr wurde sein zweiter Sohn geboren und um der Kolonie Verbundenheit zu zeigen, gab er seinem Sohn Victor Alexander Herber nach Absprache mit den Māori einen vierten Namen, der dem Namen eines heimischen Vogel entliehen war. Huia verkörperte Adel und wurde von dem Iwi der Ngāti Huia, die nördlich von Wellington an der Kapiti Coast lebten, vorgeschlagen.
Im Oktober 1891 kündigte Onslow an, nach England zurückgehen zu wollen. Angebliche private Schwierigkeiten in England zwangen ihn zu diesem Schritt. Er verließ Neuseeland am 24. Februar 1892.

### Zurück in England
Zurück in England, trat er wieder in den parlamentarischen Dienst ein und wurde 1895 Under Secretary of State for India. Er blieb in dieser Position bis 1900. Zeitgleich, von 1895 bis 1899, ließ er sich zum Alderman (Stadtrat) des London County Council wählen und im Jahr 1900 zum Alderman der City of Westminster. 1903 wurde er zum Privy Councillor ernannt und noch im selben Jahr übernahm er die Präsidentschaft des Board of Agriculture, dem er bis 1905 vor stand. 1905 wählte man ihn zum Vorsitzenden des Komitees des House of Lords, ein Amt, welches er bis zu seinem Tod im Jahr 1911 bekleidete. 1895 wurde Onslow zum Provincial Grand Master of Freemasons of Surrey, der Onslow Lodge, der er im April 1893 die Erlaubnis gegeben hatte, seinen Familiennamen als Name für die Freimaurerloge zu verwenden, gewählt und hielt dieses Amt bis 1900  bzw. 1911 (je nach Quellen).

## Orden und Ehrenzeichen
- 1887 wurde er zum Knight Commander des Order of St. Michael and St. George (KCMG) geschlagen,
- 1889 wurde er zum Knight Grand Cross des Order of St. Michael and St. George (GCMG) erhoben.[1]